# Yara ten Holte
Yara ten Holte (* 23. November 1999 in Amsterdam, Niederlande) ist eine niederländische Handballspielerin, die für den dänischen Erstligisten Odense Håndbold aufläuft.

## Karriere

### Im Verein
Yara ten Holte spielte ab dem Jahr 2014 beim niederländischen Erstligisten SV Dalfsen. Mit Dalfsen gewann sie zwei Mal die niederländische Meisterschaft, drei Mal den niederländischen Pokal sowie zwei Mal den niederländischen Superpokal. In den Spielzeiten 2016/17 und 2017/18 wurde sie zur Torhüterin des Jahres in der niederländischen Eredivisie gewählt. Anschließend wechselte sie zum deutschen Bundesligisten Borussia Dortmund. In der Saison 2020/21 lief Yara ten Holte zusätzlich per Zweitspielrecht für den Zweitligisten TuS Lintfort auf. Mit Dortmund gewann sie 2021 die deutsche Meisterschaft.
Yara ten Holte steht seit der Saison 2023/24 beim dänischen Erstligisten Odense Håndbold unter Vertrag. Mit Odense Håndbold gewann sie 2025 die dänische Meisterschaft.

### In der Nationalmannschaft
Yara ten Holte lief für die niederländische Jugend- sowie für die Juniorinnennationalmannschaft auf. Sie nahm mit diesen Auswahlmannschaften an der U-17-Europameisterschaft 2015, an der U-19-Europameisterschaft 2017 und an der U-20-Weltmeisterschaft 2018 teil. Am 1. Oktober 2020 stand sie bei einem Testspiel gegen Deutschland erstmals im Kader der niederländischen A-Nationalmannschaft. Bei der Weltmeisterschaft 2023 warf sie drei Tore, parierte 38 % der gegnerischen Würfe und schloss das Turnier mit den Niederlanden auf dem fünften Platz ab.